# Ilie Năstase
Ilie Năstase (ur. 19 lipca 1946 w Bukareszcie) – rumuński tenisista, reprezentant w Pucharze Davisa, lider rankingu singlowego ATP.

## Kariera sportowa
Jako zawodowy tenisista Năstase występował w latach 1969–1985.
W grze pojedynczej wygrał 57 turniejów rangi ATP World Tour i awansował do 38 finałów. Wśród singlowych triumfów Rumuna znajdują się dwa wielkoszlemowe tytuły, US Open 1972 i French Open 1973. Cztery razy był ponadto mistrzem turnieju Masters Grand Prix.
W grze podwójnej Năstase trzy razy odniósł końcowy sukces w zawodach wielkoszlemowych, łącznie zwyciężając w 45 turniejach ATP World Tour i osiągając 35 finałów.
W grze mieszanej dwukrotnie był najlepszy na Wimbledonie (lata 1970 i 1972), a także był w finale US Open w 1972 roku.
W latach 1966–1985 reprezentował Rumunię w Pucharze Davisa. Trzykrotnie pomógł drużynie dojść do finału, w 1969, 1971 i 1972 roku. Łącznie zagrał w zawodach 146 meczów, z których 109 wygrał.
W rankingu gry pojedynczej Năstase najwyżej był na 1. miejscu (23 sierpnia 1973), a w klasyfikacji gry podwójnej na 10. pozycji (30 sierpnia 1977). Na szczycie listy singlowej znajdował się łącznie przez 40 tygodni.
Năstase, oprócz talentu tenisowego, słynął również z dobrego humoru na korcie oraz niejednokrotnie z nieczystej i prowokacyjnej gry, dzięki czemu zyskał przydomek „nasty” (ang. wstrętny, paskudny). Po zakończeniu przygody ze sportem, napisał w latach 80. kilka powieści w języku francuskim. W latach 90. próbował swoich sił w polityce, startując w 1996 roku bez sukcesu w wyborach na urząd prezydenta Bukaresztu.
W 1991 roku uhonorowany został miejscem w Międzynarodowej Tenisowej Galerii Sławy. W 2009 roku został kawalerem francuskiej Legii Honorowej, a w 2016 roku otrzymał Order Gwiazdy Rumunii w klasie komandorskiej, wcześniej był odznaczony również klasą oficerską.

### Finały w turniejach wielkoszlemowych

#### Gra pojedyncza (2–3)
| Końcowy wynik | Nr | Data | Turniej            | Nawierzchnia | Przeciwnik   | Wynik finału                 |
| ------------- | -- | ---- | ------------------ | ------------ | ------------ | ---------------------------- |
| Finalista     | 1. | 1971 | French Open, Paryż | Ceglana      | Jan Kodeš    | 6:8, 2:6, 6:2, 5:7           |
| Finalista     | 2. | 1972 | Wimbledon, Londyn  | Trawiasta    | Stan Smith   | 6:4, 3:6, 3:6, 6:4, 5:7      |
| Zwycięzca     | 1. | 1972 | US Open, Nowy Jork | Trawiasta    | Arthur Ashe  | 3:6, 6:3, 6:7(1–5), 6:4, 6:3 |
| Zwycięzca     | 2. | 1973 | French Open, Paryż | Ceglana      | Nikola Pilić | 6:3, 6:3, 6:0                |
| Finalista     | 3. | 1976 | Wimbledon, Londyn  | Trawiasta    | Björn Borg   | 4:6, 2:6, 7:9                |

#### Gra podwójna (3–2)
| Końcowy wynik | Nr | Data | Turniej                     | Nawierzchnia | Partner       | Przeciwnicy                   | Wynik finału               |
| ------------- | -- | ---- | --------------------------- | ------------ | ------------- | ----------------------------- | -------------------------- |
| Finalista     | 1. | 1966 | French Championships, Paryż | Ceglana      | Ion Țiriac    | Clark Graebner Dennis Ralston | 3:6, 3:6, 0:6              |
| Zwycięzca     | 1. | 1970 | French Open, Paryż          | Ceglana      | Ion Țiriac    | Arthur Ashe Charlie Pasarell  | 6:2, 6:4, 6:3              |
| Finalista     | 2. | 1973 | French Open, Paryż          | Ceglana      | Jimmy Connors | John Newcombe Tom Okker       | 1:6, 6:3, 3:6, 7:5, 4:6    |
| Zwycięzca     | 2. | 1973 | Wimbledon, Londyn           | Trawiasta    | Jimmy Connors | John Cooper Neale Fraser      | 3:6, 6:3, 6:4, 8:9(3), 6:1 |
| Zwycięzca     | 3. | 1975 | US Open, Nowy Jork          | Ceglana      | Jimmy Connors | Tom Okker Marty Riessen       | 6:4, 7:6                   |

#### Gra mieszana (2–1)
| Końcowy wynik | Nr | Data | Turniej            | Nawierzchnia | Partnerka    | Przeciwnicy                        | Wynik finału  |
| ------------- | -- | ---- | ------------------ | ------------ | ------------ | ---------------------------------- | ------------- |
| Zwycięzca     | 1. | 1970 | Wimbledon, Londyn  | Trawiasta    | Rosie Casals | Olga Morozowa Aleksandre Metreweli | 6:3, 4:6, 9:7 |
| Zwycięzca     | 2. | 1972 | Wimbledon, Londyn  | Trawiasta    | Rosie Casals | Evonne Goolagong Kim Warwick       | 6:4, 6:4      |
| Finalista     | 1. | 1972 | US Open, Nowy Jork | Trawiasta    | Rosie Casals | Margaret Smith Court Marty Riessen | 3:6, 5:7      |